# Trofeo Edil C
El Trofeo Edil C es una carrera ciclista italiana que dura un día.
Creada en 2008 como carrera amateur, desde 2009 forma parte del UCI Europe Tour, dentro de la categoría 1.2 (última categoría del profesionalismo).
Su trazado siempre ha rondado los 150 km.

## Palmarés
En amarillo: edición amateur.
| Año  | Ganador               | Segundo            | Tercero                 |
| ---- | --------------------- | ------------------ | ----------------------- |
| 1997 | Federico Giabbecucci  |                    |                         |
| 1998 | Michele Colleoni      |                    |                         |
| 1999 | Alessandro Cortinovis |                    |                         |
| 2000 | Cristiano Parrinello  |                    |                         |
| 2001 | Michele Maccanti      |                    |                         |
| 2002 | Roman Luhovyy         | Antonio Bucciero   | Daniele Della Tommasina |
| 2003 | Mirco Lorenzetto      | Roman Luhovyy      | Fabio Borghesi          |
| 2004 | Fabrice Piemontesi    | Dario Benenati     | Daniele Callegarin      |
| 2005 | Vasil Kiryienka       | Drasutis Stundzia  | Gene Bates              |
| 2006 | Maurizio Biondo       | Ashley Humbert     | Aliaksei Polushkin      |
| 2007 | Paolo Tomaselli       | Marco Frapporti    | Giuseppe De Maria       |
| 2008 | Cesare Benedetti      | Alessandro Trotta  | Giuseppe De Maria       |
| 2009 | Tomas Alberio         | Alessandro Trotta  | Pierpaolo De Negri      |
| 2010 | Massimo Graziato      | Matteo Busato      | Carlos Julian Quintero  |
| 2011 | Mattia Pozzo          | Maksym Averin      | Alfio Locatelli         |
| 2012 | Kristian Sbaragli     | Nicola Boem        | Matteo Busato           |
| 2013 | Andrea Zordan         | Davide Villella    | Luca Benedetti          |
| 2014 | Andrea Vaccher        | Simone Velasco     | Damiano Cima            |
| 2015 | Francesco Reda        | Simone Petilli     | Lukas Pöstlberger       |
| 2016 | Vincenzo Albanese     | Leonardo Bonifazio | Gianluca Milani         |
| 2017 | Marco Negrente        | Lucas Hamilton     | Alexandr Riabushenko    |
| 2018 | Alessandro Fedeli     | Zahiri Abderrahim  | Robin Meyer             |
| 2019 | Giovanni Aleotti      | Simone Piccolo     | Marco Murgano           |

## Palmarés por países
| País        | Victorias |
| ----------- | --------- |
| Italia      | 21        |
| Bielorrusia | 1         |
| Ucrania     | 1         |